# 골각기
골각기(骨角器)는 짐승의 뼈나 뿔로 만든 도구를 말한다.
구석기·신석기 시대에는 바늘, 송곳, 낚시바늘, 작살, 창끝, 도끼 등이 150만 년 전부터 만들어졌다. 수렵민이 동물이나 생선을 식량으로 한 다음 뼈나 뿔을 그 자료로 삼았다. 오리냐크기, 마들렌기에는 정교한 골각기가 만들어졌고 골각제의 장신구류도 제작되었다.

## 참고 자료
1. ↑  https://www.chosun.com/economy/science/2025/03/07/DS3TKHCINZXFDGXJIE4F6TNCIE/